# گالووی (میشیگان)
گالووی (به انگلیسی: Galloway) یک منطقهٔ مسکونی در ایالات متحده آمریکا است که در میشیگان واقع شده‌است. گالووی ۲۰۷ متر بالاتر از سطح دریا واقع شده‌است.